# Lucrecia Borgia (película de 1947)
Lucrecia Borgia  es una película en blanco y negro de Argentina dirigida por Luis Bayón Herrera sobre el guion de Rodolfo Manuel Taboada con la asesoría literaria de León Klimovsky que se estrenó el 29 de agosto de 1947 y que tuvo como protagonistas a Olinda Bozán, Marcos Caplán, Gloria Bernal y Dringue Farías. 

## Sinopsis
Durante el Renacimiento los hermanos Borgia asesinan uno a uno a todos los pretendientes de su hermana Lucrecia.

## Reparto
Participaron en el filme los siguientes intérpretes:
- Olinda Bozán como Lucrecia Borgia
- Marcos Caplán
- Gloria Bernal como Ángeles Borgia
- Dringue Farías  como César Borgia
- Héctor Quintanilla como Maquiavelo
- Gogó Andreu como Manfredo Manfredi
- Carlos Tajes
- Marcos Zucker como Juan Borgia
- René Cossa
- Zelmar Gueñol
- Semillita
- Rafael Buonabaglia
- Pablo Cumo

## Comentarios
Manrupe y Portela escriben que se trata de una parodia con repetidas referencia a los tiempos modernos –incluso a los nazis- para disfrutar de Olinda Bozán en la plenitud de su gracia. 
La crónica de La Nación dijo:

”El buen humor de la película…no alcanza a sus escenarios, los cuales por su esfuerzo suntuoso y su despliegue contrastan con la libre alegría sin restricciones del diálogo y las esenas del imaginario relato.”

Por su parte Calki opinó:

”Lástima que el ingenio, la gracia fina, la originalidad se hayan tirado por la borda, como un lastre, junto a la suntuosidad de los decorados, la pobreza de recursos humorísticos se acurruca, coo si la sorprendieran desnuda.”